# Fernando Fajardo
Fernando Fajardo (n. Esmeraldas, Esmeraldas, Ecuador; 2 de marzo de 1987) es un futbolista ecuatoriano que juega de medio centro y su actual equipo es Mushuc Runa Sporting Club de la Serie A de Ecuador.

## Clubes
| Club                   | País    | Año             |
| ---------------------- | ------- | --------------- |
| Barcelona SC           | Ecuador | 2005 - 2006     |
| CS Patria (cedido)     | Ecuador | 2006            |
| Deportivo Cuenca       | Ecuador | 2007 - 2008     |
| Estrella Roja (cedido) | Ecuador | 2008            |
| Deportivo Cuenca       | Ecuador | 2009 - 2013     |
| Fuerza Amarilla        | Ecuador | 2014 - 2016     |
| Liga de Loja           | Ecuador | 2017            |
| Mushuc Runa SC         | Ecuador | 2018 - presente |

## Palmarés

### Campeonatos nacionales
| N.º | Título  | Club           | País    | Año  |
| --- | ------- | -------------- | ------- | ---- |
| 1   | Serie B | Mushuc Runa SC | Ecuador | 2018 |